# ヒルドセラス上科
ヒルドセラス上科（学名：Hildoceratoidea、以前はHildoceratacaea）は、圧縮された、または扁平なアンモナイトの上科であり、一部は鋭い外縁を発達させる傾向があり、一般的には弓状またはS字状の肋を持つ。アプチカスが発見された場所は二重バブルになっていた。
ヒルドセラス上科は、エリシテス科、ヒルドセラス科、ハマトセラス科、グラフォセラス科、およびソンニニテス科を含む、前期ジュラ紀から中期ジュラ紀にかけ生息したアンモナイトの上科。いくつかの分類学では、Hammatoceratidaeの代替えとしてPhymatoceratidaeという名が使用されている。

ヒルドセラス上科のおおよその生息期間と進化関係。

ヒルドセラティデ科は、エオデロセラス上科 ポリモルフィテス科の亜科であるアカントプレウロセラス亜科（トロピドセラス亜科）から派生したものである。ステファノセラス上科、ペリスフィンクテス上科、ハプロセラス上科は、ヒルドセラス上科から派生したハマトセラス上科に起源を持つ。